# Kapuściński: Nie ogarniam świata
Kapuściński: Nie ogarniam świata – zapis siedmiu rozmów dziennikarzy Tygodnika Powszechnego Witolda Beresia i Krzysztofa Burnetko z Ryszardem Kapuścińskim podczas ich spotkań w latach 1991–2006. Książka zawiera także bardzo obszerne kalendarium życia Kapuścińskiego oraz wiele zdjęć pochodzących głównie z jego archiwum rodzinnego. W rozmowach z dziennikarzami poruszane są tematy dotyczące sytuacji na świecie i jego przyszłości.

## Tytuły rozdziałów
- Pierwsze spotkanie
- 1991. Rozmowa pierwsza: Rosja, czyli o różach na placu Czerwonym
- 1993. Rozmowa druga: Afryka, czyli Trzeci Świat nie jest czarno-biały
- 1994. Rozmowa trzecia: Innego świata nie będzie, czyli media, dusza i pieniądze
- 1996. Rozmowa czwarta: Wspólna Europa, czyli po upadku muru
- 1997. Rozmowa piąta: Trzecie tysiąclecie, czyli bić na trwogę czy czekać z nadzieją?
- 2002. Rozmowa szósta: Globalizm, czyli człowiek posprząta ruiny
- 2005. Rozmowa siódma: Polska, czyli między "Solidarnością" a duchami przeszłości
- Ostatnie spotkanie
- Kalendarium życia i twórczości
- A guerra do fútbol (lista tytułów wszystkich książek Kapuścińskiego, łącznie z wydaniami obcojęzycznymi)